# 안지영 (모델)
안지영(1988년 6월 13일 ~ )은 대한민국의 레이싱 모델이다.

## 경력

### 레이싱모델 경력
- 2014년 - 서울오토살롱 레이싱모델
- 2010년 - 부산모터쇼 스바루 모델
- 2009년 - 금호타이어 레이싱모델
- 2009년 - 서울오토살롱 레이싱모델